# 米克咯玛
米克洛玛1（Mikroma）是著名的捷克Meopta军用光学工厂在二战后出产的全金属16毫米间谍相机。

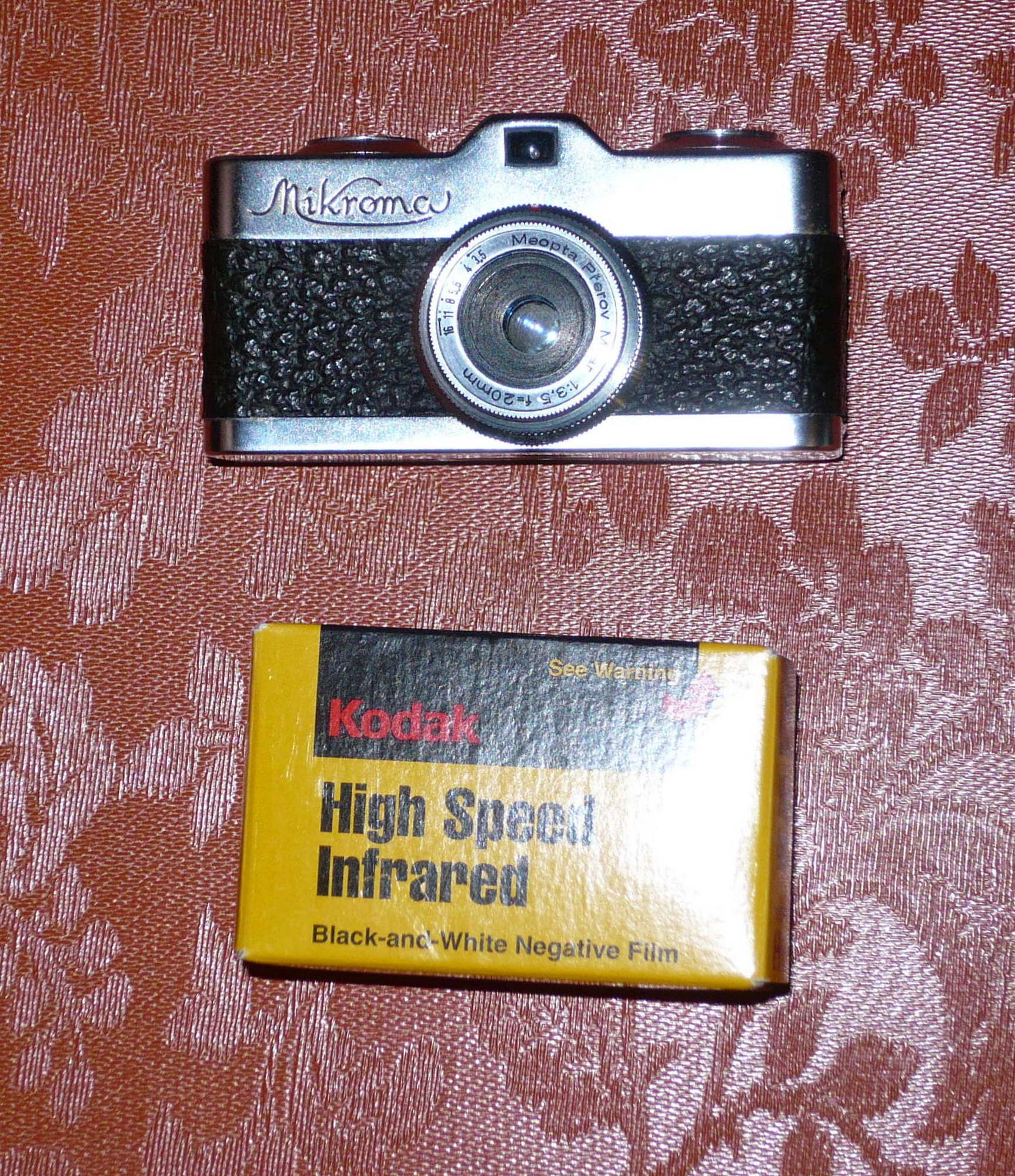
米克洛玛16毫米间谍相机

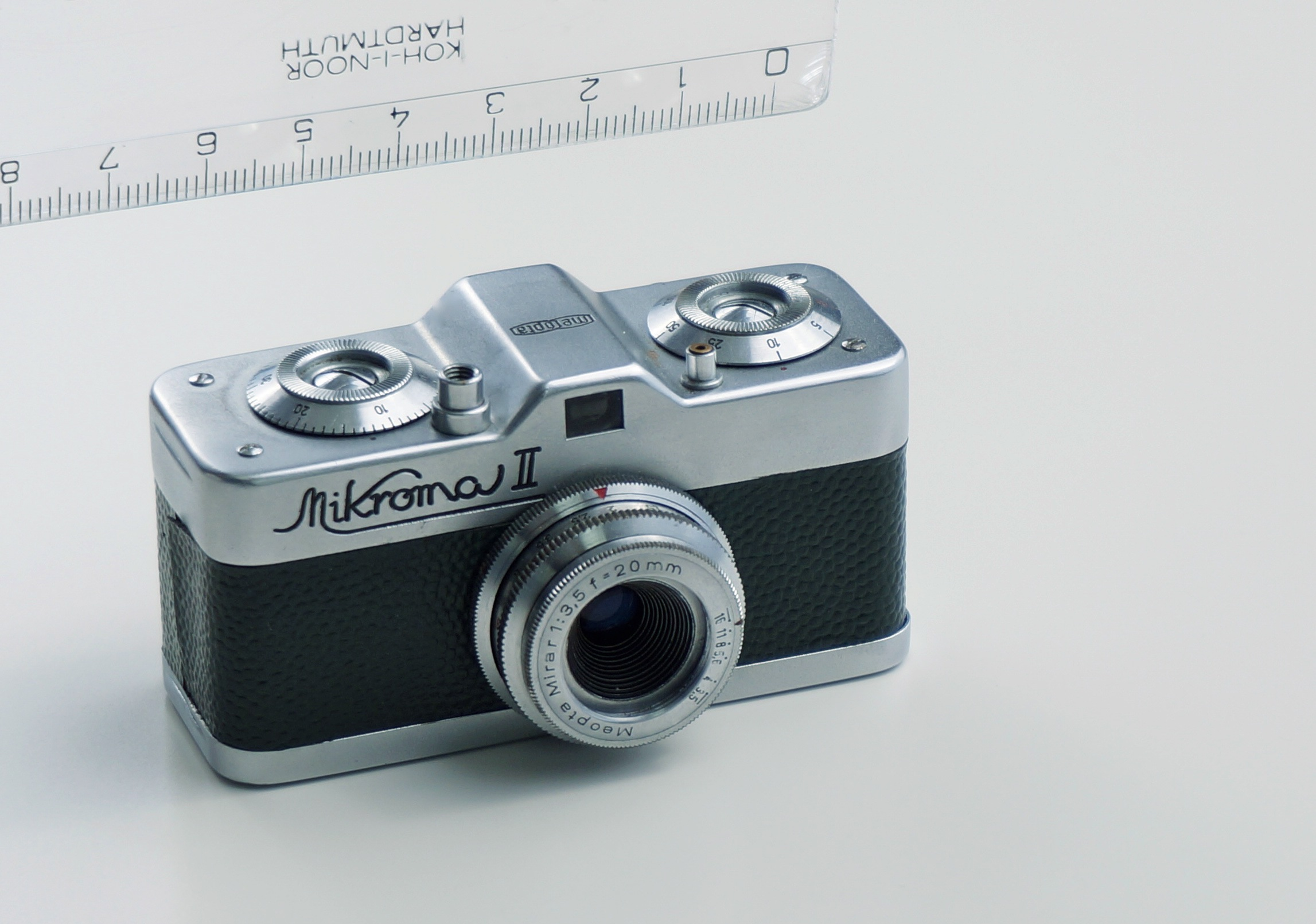
米克洛玛 II 16毫米间谍相机

机身 长74毫米，宽28毫米，高35毫米。重量 225克。
镜头  Mirar 20毫米 /3.5 三片式镜头
距离刻度（米）0.5，0.7，1，1.2；1.3，1.5，1.7，2，2.5，3.5，50，10，无穷
光圈 3.5-16
机械快门， 
- 米克洛玛  B,25,50,100,200

- 米克洛玛 II 型  B,5,10,25,50,100,200,400

胶卷 16毫米单边孔胶卷
像幅 11.5 x14毫米

## 型号
细纹黑色，黑搪瓷，黑色，公安黑色
棕色，金色，红色，绿色，浅绿，黄色
浅棕蛇皮，深棕蛇皮
捷克警察专用黑色

## 附件
- 四脚翻拍架
- 遮光罩
- 近摄镜  0.33-0.5m  ;0.5-1m,1-15m,
- 16毫米滤光镜  UV,红，深红，什黄，绿，橙,绿2
- 一对胶卷暗盒（一放送，一接受）
- 16毫米胶卷冲洗罐
- 真皮套
- D环三脚架接口

## 图集

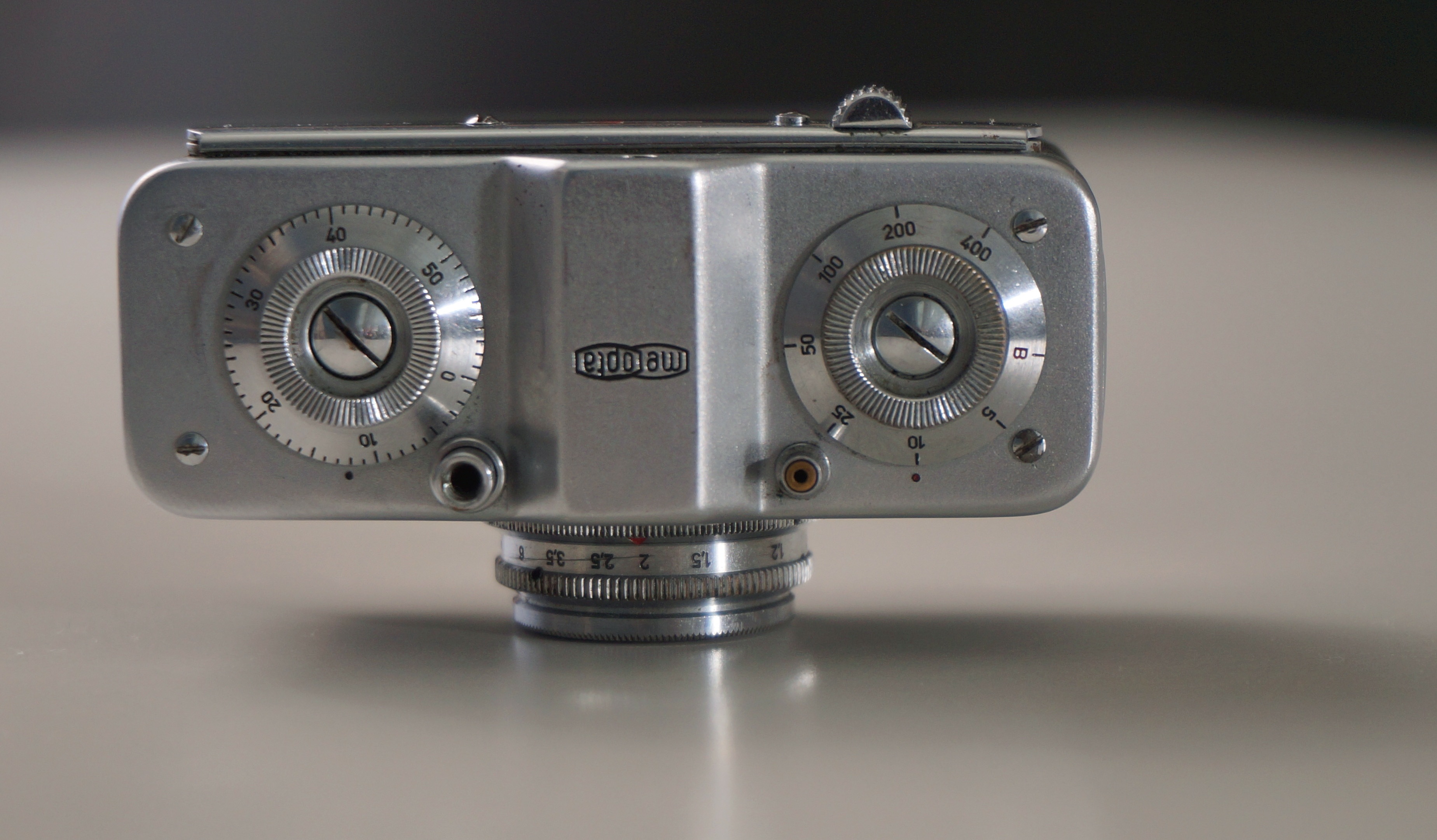
米克咯玛 II顶视图
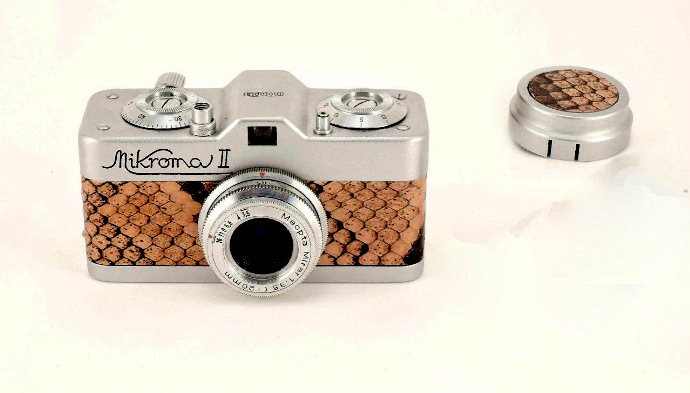
蛇皮米克洛玛 II
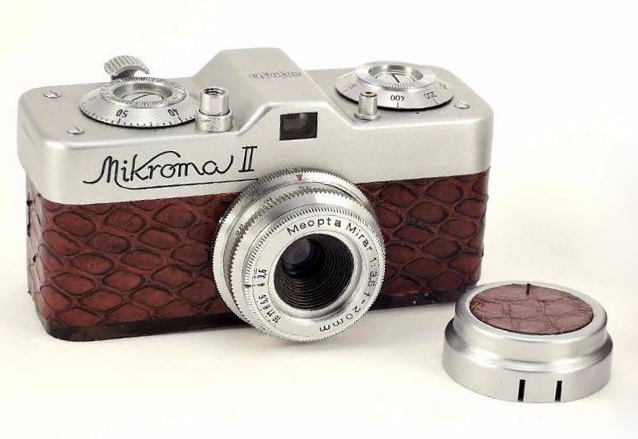
深棕蛇皮米克洛玛 II
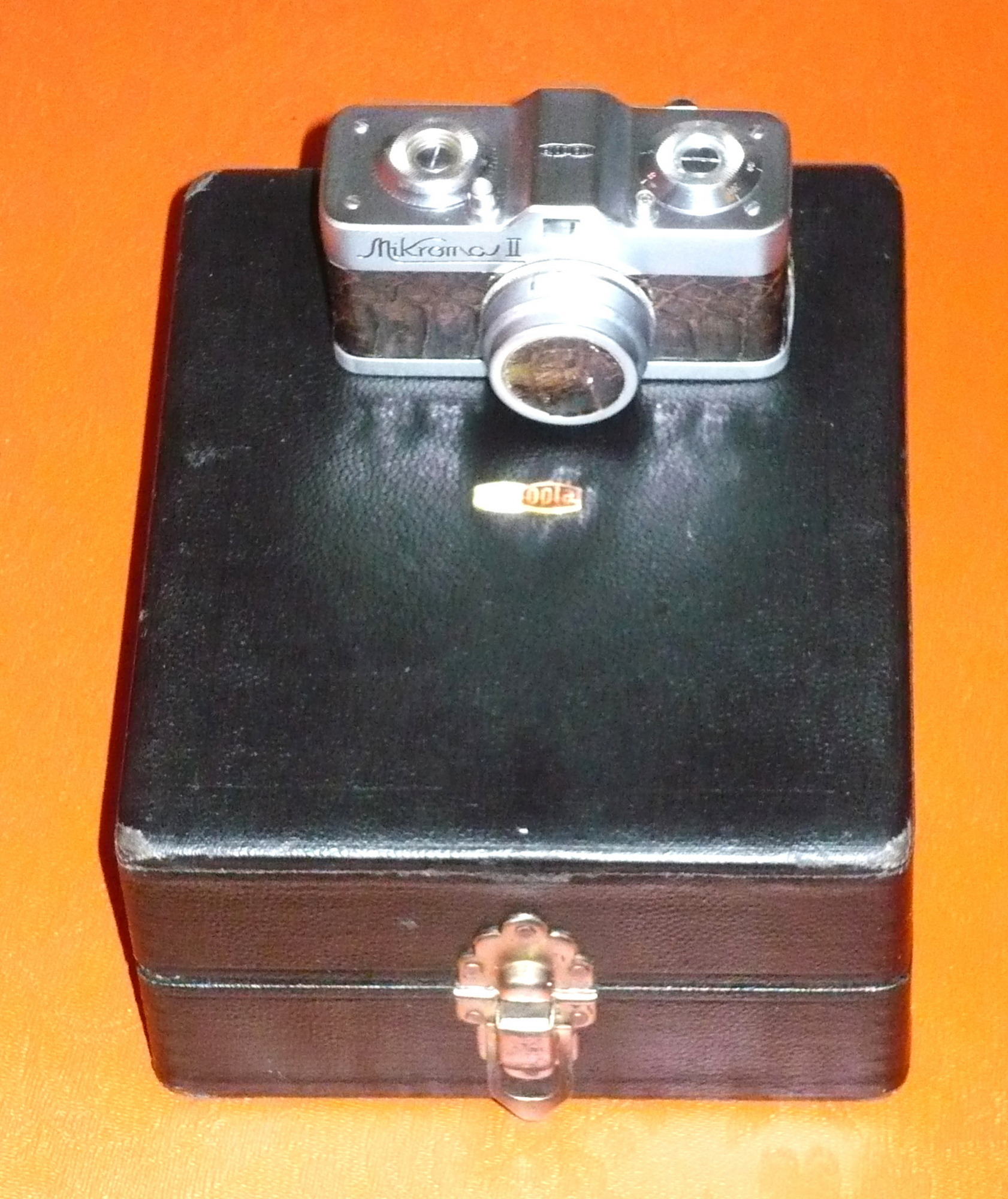
深棕色蛇皮米克洛玛相机带 Meopta精装木盒
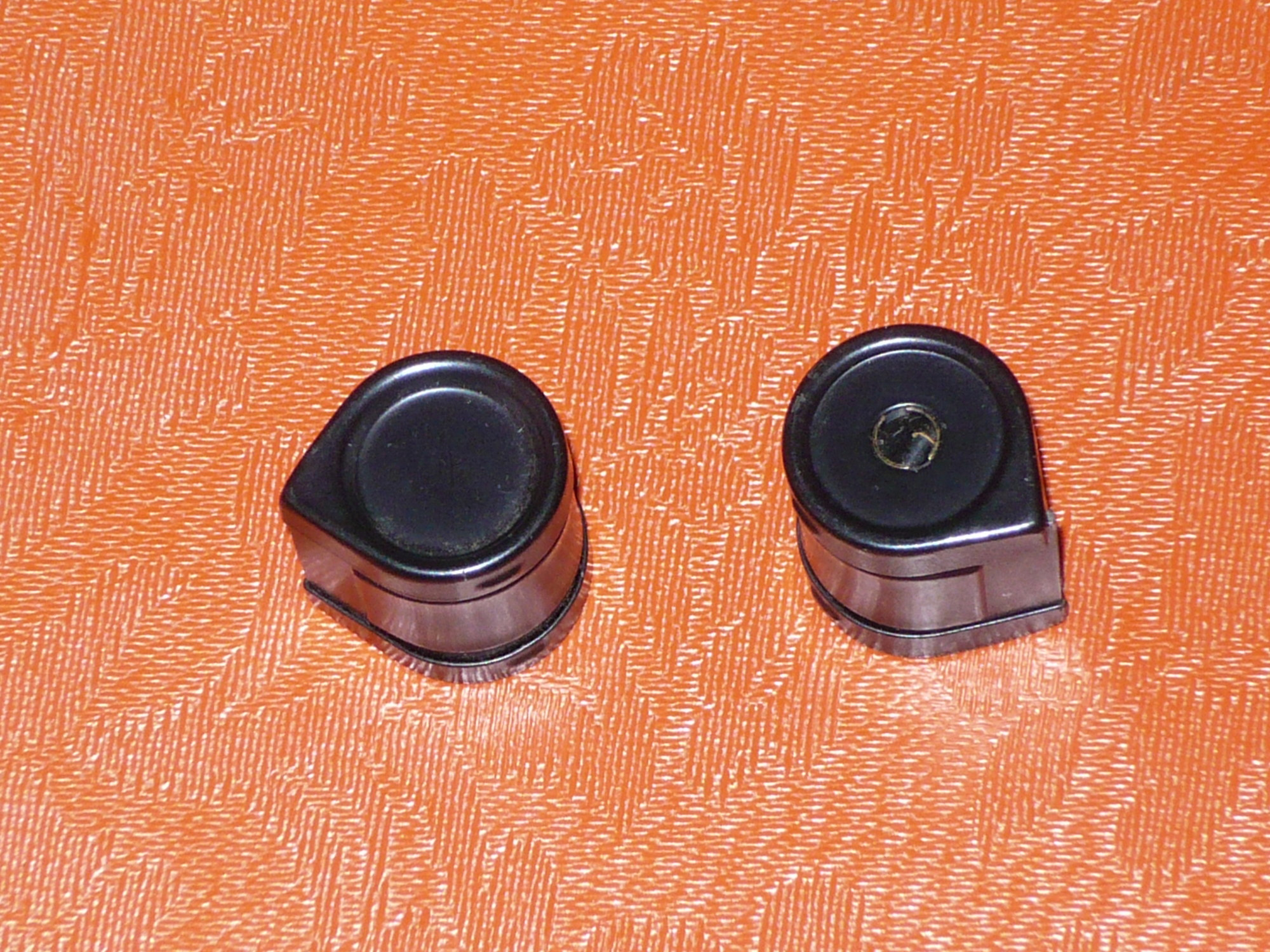
米克洛玛胶卷暗盒
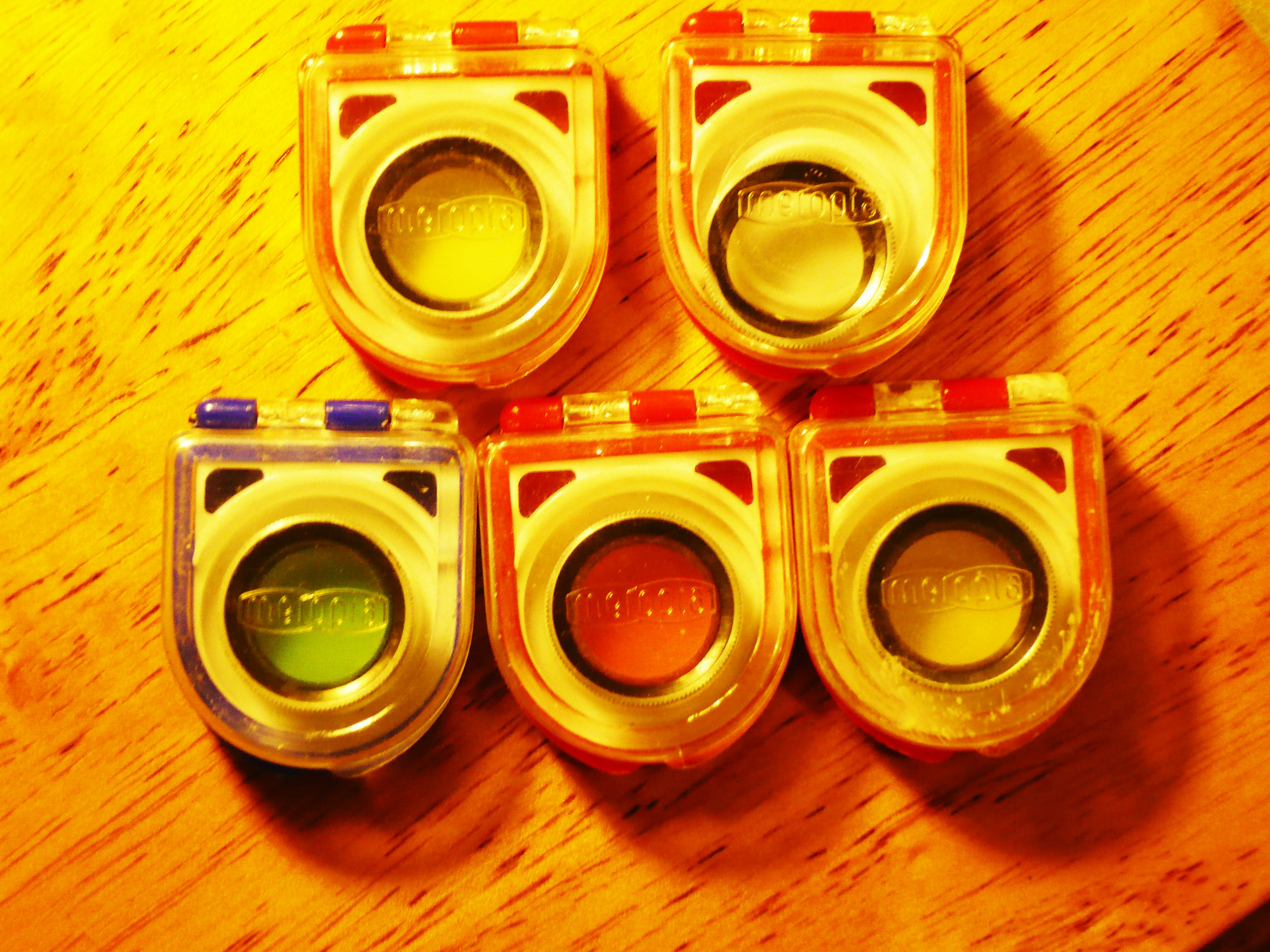
米克洛玛近摄镜片和滤色镜
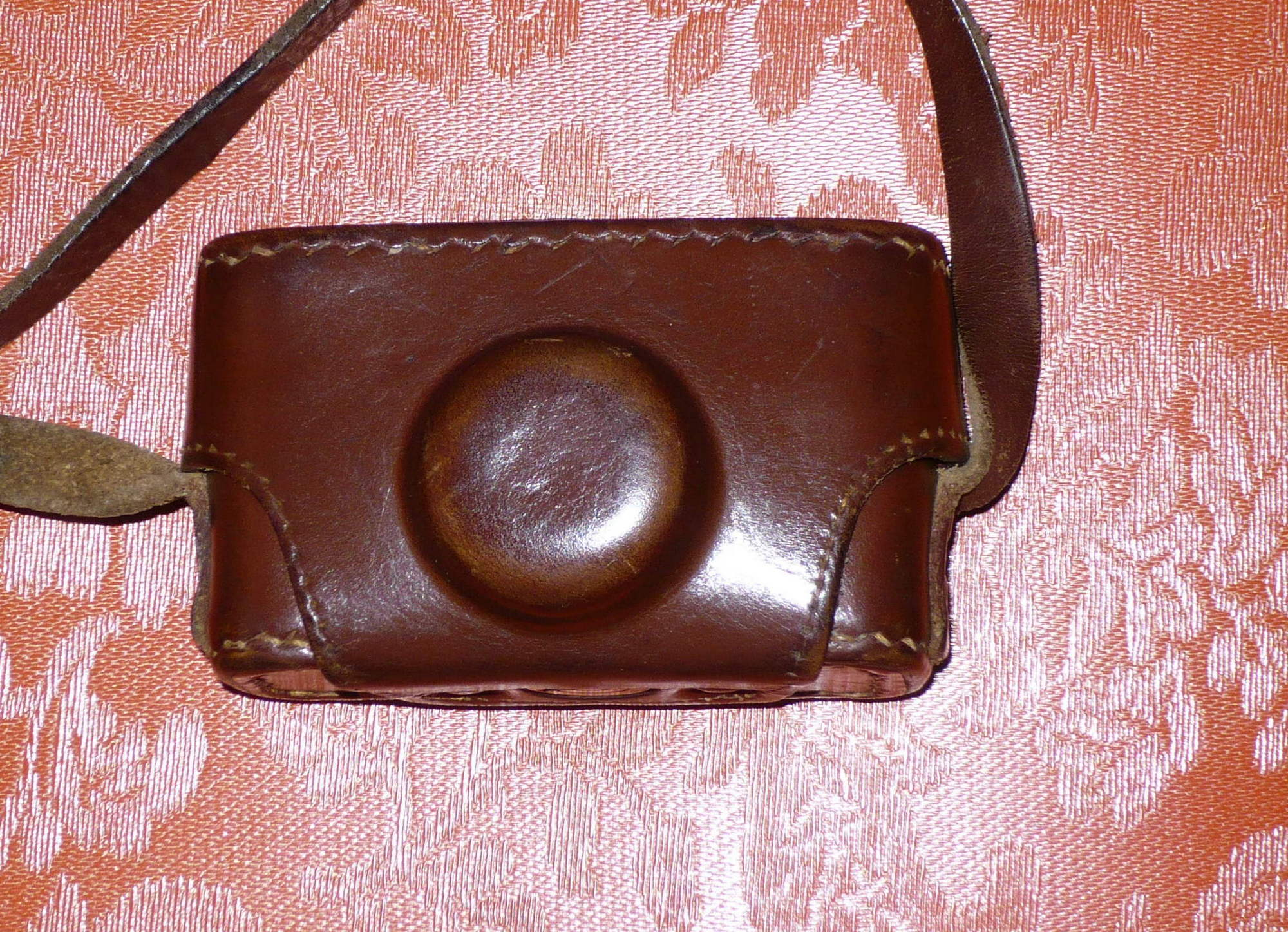
米克洛玛皮套
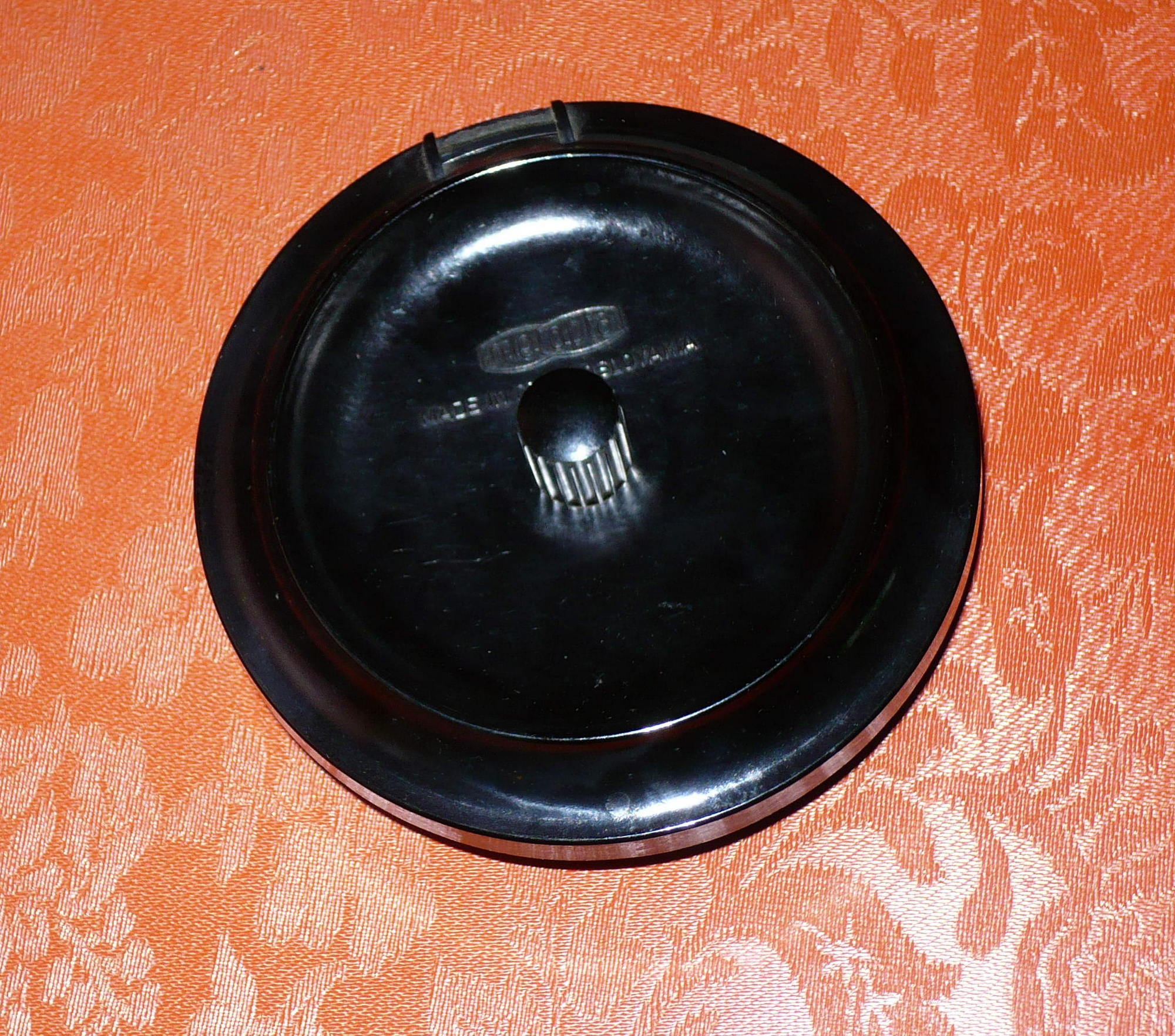
Meopta 16毫米显影罐
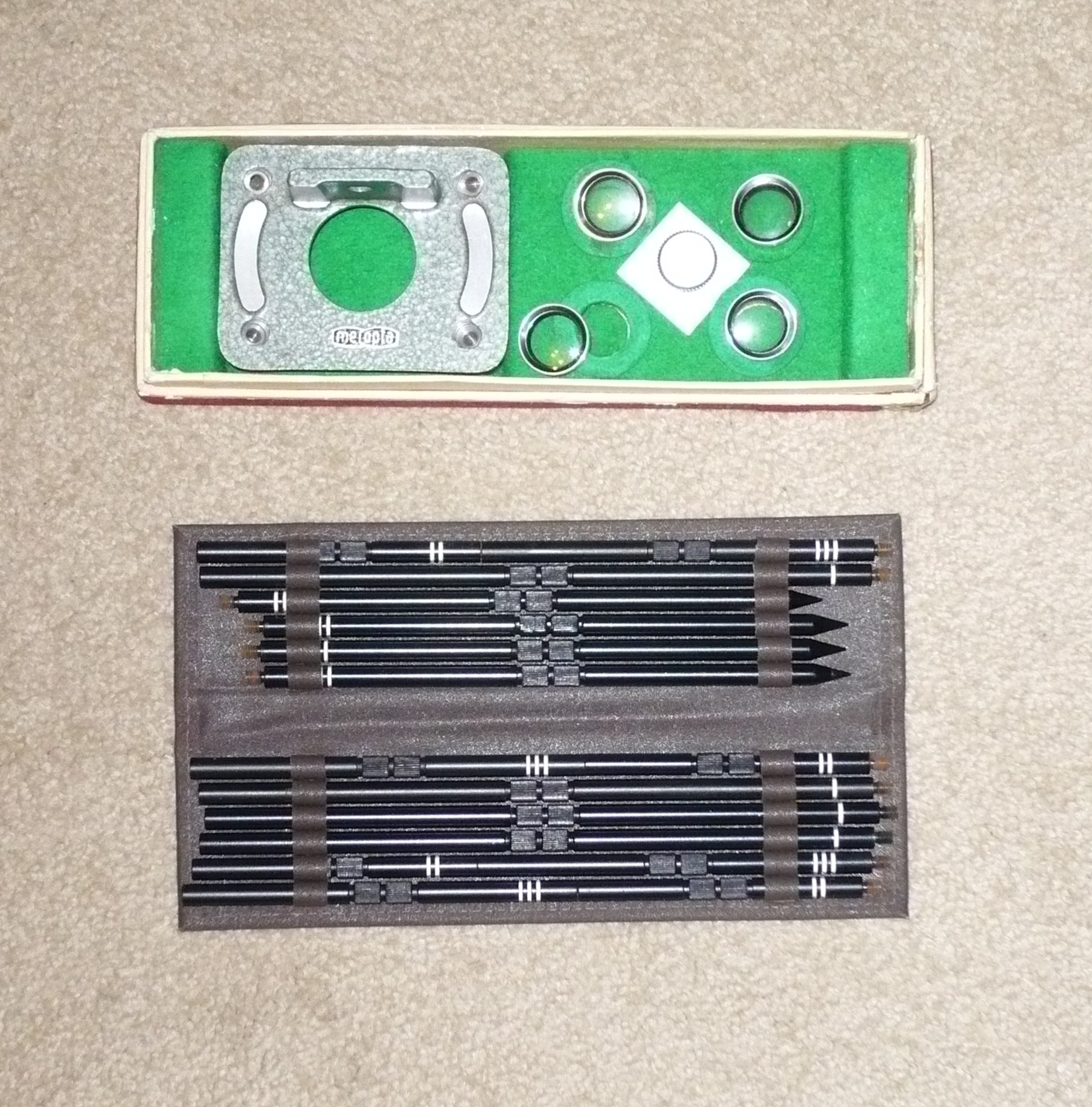